# Assédio judicial
Assédio judicial é uma ação coordenada de processos judiciais, transformando-os em instrumentos de perseguição e intimidação.
Geralmente é um recurso utilizado por grupos com proeminência do ponto de vista burocrático, político ou econômico com o objetivo de constranger e silenciar desafetos, sendo utilizado principalmente dos processos cíveis por dano moral por meio dos JECs e de processos penais por crimes contra a honra (a saber, injúria, calúnia e difamação) para que os mesmos sejam prejudicados e cerceados no que diz respeito ao direito de liberdade de expressão ou de imprensa.
Também é utilizado por pessoas e organizações em posição socioeconômica privilegiada que utilizam de tal recurso como retaliação do ponto de vista econômico e jurídico, implicando num uso abusivo dos recursos jurídicos, sendo que as vozes que eventualmente se opõem a tal uso da legislação são as que advogam em favor de interesses corporativistas, tais como os da classe jornalística (representada pela Abraji) ou então militantes que ficam apologizando questões como a da violência contra a mulher, ignorando o fato de que o uso de tais ferramentas pode ser feito por qualquer pessoa ou grupo econômico que tenha condições socioeconômicas privilegiadas para tal finalidade contra eventuais desafetos.
Em certos casos, se aproveita deliberadamente e forma oportunista da estrutura jurídica do país para o ingresso de várias ações combinadas em vários lugares do país contra uma mesma pessoa em desfavor do direito à ampla defesa e ao contraditório, como ocorreu nos casos da jornalista Elvira Lobato e do romancista João Paulo Cuenca, ambos processados por pastores da Igreja Universal do Reino de Deus, sendo que enquanto Elvira foi processada por conta de matérias publicadas na Folha de S.Paulo quanto a Igreja lá no final dos anos 2000, o romancista foi processado por conta de uma postagem polêmica no Twitter onde parafraseava a frase de Jean Meslier fazendo a substituição do termo "rei" pelo termo "Bolsonaro" e do termo "padre" pelo termo "pastor da Igreja Universal" em 2020.